# Einsteinweg (Leiden)
De Einsteinweg is een straat in de Nederlandse stad Leiden, in het Leiden Bio Science Park. De straat is genoemd naar de Duits-Zwitsers-Amerikaanse theoretisch fysicus Albert Einstein, die van 1920 tot (officieel) 1946 bijzonder hoogleraar was aan het Instituut-Lorentz voor theoretische natuurkunde van de Universiteit Leiden.
Aan de Einsteinweg liggen onder meer het universitair sportcentrum, de Gorlaeus Laboratoria van de universiteit en de Leidse instrumentmakers School (LiS).